# La sal de la tierra
La sal de la tierra (The Salt of the Earth) es una película dramática estadounidense de 1954 dirigida por Herbert J. Biberman con guion de Michael Wilson y producida por Paul Jarrico. Todos habían sido incluidos en la lista negra del establishment de Hollywood debido a su supuesta participación en la política comunista.  Rosaura Revueltas es la actriz en el papel principal. 
En 1992 la película fue incluida en el Registro Nacional de Cine de la Biblioteca del Congreso de Estados Unidos por ser considerada «cultural, histórica, o estéticamente significativa».

## Argumento

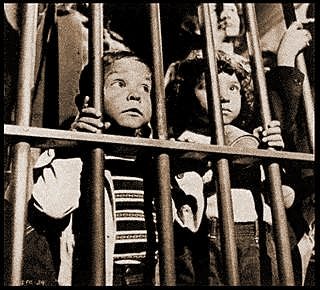
Los mineros y sus hijos son encarcelados por la ley

La película dramática es una de las primeras películas en avanzar el punto de vista social y político feminista. Su trama se centra en una huelga larga y difícil en 1951 contra la Empire Zinc Company, ubicada en Bayard, condado de Grant, Nuevo México. En la película, la empresa se identifica como "Delaware Zinc", y el escenario es "Zinctown, Nuevo México". La película muestra cómo reaccionan los mineros, la empresa y la policía durante la huelga. En estilo neorrealista, los productores y el director utilizaron a mineros reales y sus familias como actores en la película.
Esperanza Quintero es la esposa de un minero en Zinc Town, Nuevo México, una comunidad que es esencialmente administrada y propiedad de Delaware Zinc Inc. Esperanza tiene treinta y cinco años, está embarazada de su tercer hijo y está emocionalmente dominada por su esposo, Ramón Quintero. Sabemos por su preocupación por el día de su onomástica que es el 12 de noviembre,  Santa Esperanza.
La mayoría de los mineros son mexicanos-estadounidenses y quieren condiciones de trabajo decentes iguales a las de los mineros blancos o de origen anglosajón. Los trabajadores sindicalizados se declaran en  huelga que tuvo como meta conseguir la igualdad de sueldos y el derecho de los obreros a ser tratados con dignidad por los empleadores., pero la empresa se niega a negociar durante meses. Esperanza da a luz y, al mismo tiempo, Ramón es golpeado por la policía y encarcelado por cargos falsos de agresión tras un altercado con un trabajador sindicalizado que traicionó a sus compañeros. Cuando Ramón es liberado, Esperanza le dice que no es bueno para ella la cárcel. Responde que si la huelga tiene éxito, no solo obtendrán mejores condiciones en este momento, sino que también ganarán esperanza para el futuro de sus hijos. 
La compañía presenta una orden judicial de la Ley Taft-Hartley al sindicato, lo que significa que cualquier minero que haga piquetes será arrestado. Aprovechándose de un vacío legal, las esposas hacen piquetes en los lugares de sus maridos. A algunos hombres no les gusta esto, ya que lo ven como impropio y peligroso. Al principio, Ramón le prohíbe a Esperanza hacer piquetes, pero finalmente se une a la fila mientras lleva a su bebé.
El alguacil, por orden de la compañía, arresta a las mujeres principales de la huelga. Esperanza es una de las personas que han sido llevadas a la cárcel. Cuando regresa a casa, Ramón le dice que la huelga no tiene remedio, ya que la empresa sobrevivirá fácilmente a los mineros. Ella insiste en que la unión es más fuerte que nunca y le pregunta a Ramón por qué no puede aceptarla como una igual en su matrimonio. Ambos enojados, duermen separados esa noche.
Al día siguiente, la empresa desaloja a la familia Quintero de su casa. Los sindicalistas y sindicalistas llegan para protestar por el desalojo. Ramón le dice a Esperanza que pueden luchar todos juntos. La masa de trabajadores y sus familias logra salvar la casa de los Quintero. La empresa admite la derrota y planea negociar. Esperanza cree que la comunidad ha ganado algo que ninguna empresa podrá quitarle y que será heredado por sus hijos
La película también es una temprana manifestación de la emancipación de la mujer entre las esposas de los obreros, cuyo papel en la huelga fue importante, a pesar de oposición de sus esposos.
La conclusión final de la película, es que no solo existen factores externos como la discriminación o el maltrato a los trabajadores, sino que también existen los mismos factores en el seno de las familias obreras.

## Reparto
- Rosaura Revueltas: Esperanza Quintero
- Will Geer: Sheriff
- David Wolfe: Barton
- Mervin Williams: Hartwell
- David Sarvis: Alexander
- Juan Chacón: Ramon Quintero
- Henrietta Williams: Teresa Vidal
- Ernesto Velázquez: Charley Vidal
- Ángela Sánchez: Consuelo Ruiz
- Joe T. Morales: Sal Ruiz
- Clorinda Alderette: Luz Morales
- Charles Coleman: Antonio Morales
- Virginia Jencks: Ruth Barnes
- Clinton Jencks: Frank Barnes
- Víctor Torres: Sebastian Prieto
- E.A. Rockwell: Vance
- William Rockwell: Kimbrough
- Floyd Bostick: Jenkins
- Miembros del sindicato Mine-Mill Local 890

## Producción
La película fue calificada de "subversiva" y fue incluida en la lista negra porque el Sindicato Internacional de Trabajadores de Minas, Molinos y Fundiciones la patrocinó y muchos profesionales de Hollywood incluidos en la lista negra ayudaron a producirla. El sindicato había sido expulsado del Congress of Industrial Organizations (CIO) en 1950, por la supuesta dominación de su dirección por parte de los comunistas.
El director Herbert Biberman fue uno de los guionistas y directores de Hollywood que se negó a responder al Comité de Actividades Antiamericanas de la Cámara de Representantes en 1947 sobre cuestiones de afiliación al Partido Comunista de Estados Unidos. Los Diez de Hollywood fueron citados y condenados por desacato al Congreso y encarcelados. Biberman fue encarcelado en la Institución Correccional Federal de Texarkana durante seis meses. Después de su liberación, dirigió esta película. Otros participantes que hicieron la película y fueron incluidos en la lista negra de los estudios de Hollywood incluyen: Paul Jarrico, Will Geer, Rosaura Revueltas y Michael Wilson.
Los productores eligieron solo a cinco actores profesionales. El resto eran locales del condado de Grant, Nuevo México, o miembros del Sindicato Internacional de Trabajadores de Minas, Molinos y Fundiciones, Local 890, muchos de los cuales formaron parte de la huelga que inspiró el complot. Juan Chacón, por ejemplo, fue en la vida real un presidente local del sindicato. En la película interpreta al protagonista, que tiene problemas para tratar a las mujeres como iguales. Al principio, el director se mostró reacio a elegirlo, pensando que era demasiado "gentil", pero tanto Revueltas como la cuñada del director, Sonja Dahl Biberman, esposa del hermano de Biberman, Edward, lo instaron a elegir a Chacón para el papel de Ramón.
La película fue denunciada por la Cámara de Representantes de los Estados Unidos por sus simpatías comunistas, y el FBI investigó la financiación de la película. La Legión Americana llamó a un boicot nacional de la película. Después de su noche de estreno en la ciudad de Nueva York, la película languideció durante 10 años porque todos los cines del país, excepto 12, se negaron a proyectarla.
Según el relato de un periodista: "Durante el curso de la producción en Nuevo México en 1953, la prensa especializada lo denunció como un complot subversivo, vigilantes anticomunistas dispararon con rifle contra el set, la protagonista de la película, Rosaura Revueltas, fue deportada a México, y de vez en cuando un pequeño avión zumbaba ruidosamente sobre sus cabezas... La película, editada en secreto, fue almacenada para su custodia en una choza de madera anónima en Los Ángeles.

## Recepción

### Respuesta crítica
Con el macartismo en plena vigencia en el momento del estreno, el establishment de Hollywood no abrazó la película. 
Pauline Kael, quien reseñó la película para Sight and Sound en 1954, la criticó como una "obra de moralidad" simplista de izquierda y dijo que era "una pieza tan clara de propaganda comunista como la que hemos tenido en muchos años".
Bosley Crowther, crítico de cine de The New York Times, hizo una reseña favorable de la película, tanto por su guion como por su dirección, escribiendo: "A la luz de esta agitada historia, es algo sorprendente encontrar que Salt of the Earth es, en esencia, simplemente una fuerte película a favor de los trabajadores con un interés particularmente comprensivo en los mexicoamericanos con los que trata... Pero el verdadero quid dramático del panorama es el severo y amargo conflicto dentro de los miembros del sindicato. Se trata de si las mujeres deben tener igualdad de expresión y de participación en la huelga con los hombres. Y es a lo largo de esta línea de contención que el guión de Michael Wilson, tensamente musculoso, desarrolla un considerable drama personal, emoción cruda y poder". Crowther calificó la película como "un documento social calculado". Michael Wilson, que trabajó bajo un seudónimo durante algunos años después, ganó más tarde un Premio de la Academia por el guion de Puente sobre el río Kwai (1957).
El agregador de reseñas Rotten Tomatoes informó que el 100% de los críticos le dieron a la película una reseña positiva, basada en once reseñas.

## Premios
- Premio Festival Internacional de Cine de Karlovy Vary 1954 : a la mejor actriz (Rosaura Revueltas)
- Premio Festival Internacional de Cine de Karlovy Vary (Globo de Cristal) 1954 : a Herbert J. Biberman
- Académie du Cinema de Paris: Gran Premio Internacional. 1955.

## Distinciones
En 1992 la Biblioteca del Congreso seleccionó la película para su preservación en el Registro Nacional de Cine de los Estados Unidos por ser "cultural, histórica o estéticamente significativa". La película está preservada por el Museo de Arte Moderno de la ciudad de Nueva York.

## Historia posterior
La película encontró una audiencia tanto en Europa Occidental como en Europa Oriental en los pocos años posteriores a su estreno en Estados Unidos. La historia de la supresión de la película, así como los eventos que describió, inspiraron a una audiencia clandestina de sindicalistas, izquierdistas, feministas, mexicoamericanos e historiadores del cine. La película encontró una nueva vida en la década de 1960 y gradualmente llegó a un público más amplio a través de las salas sindicales, las asociaciones de mujeres y las escuelas de cine. En el 50 aniversario de la película se celebraron varias conferencias conmemorativas en todo Estados Unidos.
Alrededor de 1993, el profesor de lingüística y comentarista político del Instituto Tecnológico de Massachusetts (MIT) Noam Chomsky elogió la película por la forma en que se retrataba a las personas haciendo el trabajo real de los sindicatos. Según Chomsky: "El verdadero trabajo lo está haciendo gente que no es conocida, eso siempre ha sido cierto en todos los movimientos populares de la historia... No sé cómo se transmite eso en una película. En realidad, ahora que lo pienso, hay algunas películas que lo han hecho. Quiero decir, no veo muchas cosas visuales, así que no soy el mejor comentarista, pero pensé que Salt of the Earth realmente lo hizo. Fue hace mucho tiempo, pero en ese momento pensé que era una de las mejores películas y, por supuesto, fue asesinada, creo que casi nunca se exhibió". 
El "Salt of the Earth Labor College" ubicado en Tucson, Arizona, lleva el nombre de la película. La institución pro-laboral (no una universidad per se) lleva a cabo varias conferencias y foros relacionados con el sindicalismo y la justicia económica. La película se proyecta con frecuencia.

### Otros estrenos
El 27 de julio de 1999 una copia restaurada digitalmente de la película fue lanzada en DVD por Organa a través de Geneon (Pioneer), y empaquetada con el documental The Hollywood Ten, que informaba sobre los diez cineastas que fueron incluidos en la lista negra por negarse a cooperar con el Comité de Actividades Antiamericanas de la Cámara de Representantes (HUAC). Esta edición especial con la película Hollywood Ten todavía está disponible a través de Organa en organa.com. En 2004, Alpha Video lanzó una edición económica en DVD. Una versión laserdisc fue lanzada por la Voyager Company en 1987 (catálogo # VP1005L)Debido a que los derechos de autor de la película no se renovaron en 1982, la película ahora es de dominio público.

## Adaptaciones
La película ha sido adaptada a una ópera en dos actos llamada Esperanza. El movimiento obrero de Wisconsin y el profesor de ópera de la Universidad de Wisconsin-Madison, Karlos Moser, encargaron la producción. La música fue escrita por David Bishop y el libreto por Carlos Morton. La ópera se estrenó en Madison, Wisconsin, el 25 de agosto de 2000, con críticas positivas.
En 1982 se estrenó un documental titulado A Crime to Fit the Punishment, sobre la realización de la película, dirigido por Barbara Moss y Stephen Mack. Una película dramática, basada en la realización de la película, fue narrada en Uno de los diez de Hollywood (2000). Fue producida y dirigida por Karl Francis, protagonizada por Jeff Goldblum y Greta Scacchi, y se estrenó en países europeos el 29 de septiembre de 2000.
Un relato ficticio de la producción de la película ocupó un lugar destacado en la serie de podcasts originales de Audible, The Big Lie (2022). Basada en el material original escrito por Paul Jerrico, la producción cuenta con las voces de Jon Hamm, Kate Mara, Ana de la Reguera, Bradley Whitford, John Slattery, Giancarlo Esposito y David Strathairn, y fue escrita por John Mankiewicz y Jamie Napoli.

## Lecturas complementarias
- Caballero, Raymond. El macartismo vs. Clinton Jencks. Editorial de la Universidad de Oklahoma, 2019.